# 梅賓 (北卡羅萊納州)
梅賓（英語：Mebane）是一個位於美國北卡羅萊納州阿拉曼斯縣及奧蘭治縣的城市。

## 人口
根據2020年美國人口普查的數據，梅賓的面積為28.94平方千米，當中陸地面積為28.51平方千米，而水域面積為0.43平方千米。當地共有人口17797人，而人口密度為每平方千米615人。